# 甘味料
甘味料（かんみりょう、Sweetener）とは、食品に甘みをつけるために使われる調味料である。日本の食品衛生法による食品の表示にあっては食品添加物に区分される。砂糖以外の甘味料は、第二次世界大戦中や終戦直後の砂糖不足の時代には、単に砂糖の代わりの代替甘味料という位置付けであったが、その後の食生活の変化などにより、最近ではその使用目的が、低カロリー、低う蝕性（虫歯になりにくい性質）、腸内環境の改善などへと多様化してきている。

## 糖質系甘味料
糖質系甘味料は、炭水化物に分類される甘味料である。食品中に微量に含まれている甘み成分を取り出し精製、濃縮したもので食品として取り扱われるもの。砂糖、でん粉由来の糖、その他の糖、糖アルコールに分類される。
一部には、特殊な処理を伴わず食品のままで甘味料として利用されるものもある。

### 砂糖、でん粉由来の糖、その他の糖
甘味料に含まれる一般に糖と言われる甘味成分の一例
- ブドウ糖
- 果糖
- 麦芽糖
- ショ糖
- オリゴ糖

天然資源から精製される甘味料の一例
- 砂糖
  - グラニュー糖
  - 上白糖
  - 和三盆
  - 黒糖
  - 三温糖
- 甘草抽出物
- 羅漢果抽出物
- 蜂蜜
- メープルシロップ
- アガベシロップ
- パームシュガー
- モラセス（糖蜜）
- 水飴
- ブドウ糖果糖液糖
- トレハロース
- マルチトール
- パラチノース
- ソーマチン - クズウコン科のThaumatococcus daniellii の果実の成分
- クルクリン - キンバイザサ科のCurculigo latifolia の果実の成分
- モネリン - 天然由来ではもっとも甘い物質。ツヅラフジ科のDioscoreophyllum volkensii の果実から得られ、ショ糖の2500倍の甘みを有する[2]。
- モナチン
- ミラクリン - 1996年（平成8年）に厚生省から食品添加物の認可を受けたが、流通実態がないため2004年（平成16年）に認可が取り消された。
- ヘルナンドゥルシン（英語版）（ヘルナンズルシン）
- マンナトネリコ（英語版）の樹液（マナ） ‐ 地中海周辺に生えるトネリコ属の木で樹液はアーモンド風味の砂糖のような味である[3]。

### 糖アルコール
糖アルコールはアルドースやケトースのカルボニル基が還元されて生成する糖の一種である。既存添加物に分類される。
以下に代表的な糖アルコールを列挙する。
- キシリトール - 使用頻度高い
- ソルビトール - 使用頻度高い
- グリセリン
- エリトリトール - 天然の糖アルコール。ブドウ糖を発酵させて製造。

## 非糖質系甘味料
非糖質系甘味料は、炭水化物に分類されない甘味料であり、天然甘味料と合成甘味料からなる。

### 天然甘味料
- ステビア加工の甘味料
- 甘草のグリチルリチン[5]
- モグロシド

### 合成甘味料
非糖質系甘味料で天然に存在しない甘み成分を人工的に合成したもの。人工甘味料とも。国によって食品添加物としての使用が禁止・規制されているものがある。
- アスパルテーム - L-フェニルアラニン化合物と併記。使用頻度が高い。ショ糖の約200倍の甘さ。1分子の代謝の際に1メタノール分子を発生。
- ネオテーム - アスパルテームのジペプチドメチルエステル誘導体。ショ糖の約10,000倍の甘さ。1分子の代謝の際に1メタノール分子を発生。
- アドバンテーム - アスパルテームのイソバニリン誘導体。ショ糖の約20,000倍から40,000倍の甘さ。1分子の代謝の際に1メタノール分子を発生。
- アセスルファムカリウム（アセスルファムK） - 使用頻度が高い。ショ糖の約200倍の甘さ。
- スクラロース - 使用頻度が高い。ショ糖の約600倍の甘さ。
- サッカリン（サッカリンナトリウム） - 歯磨き粉やのどスプレーなどに添加。ショ糖の約200倍から700倍の甘さ。耐糖能異常の誘導の懸念あり。
- ズルチン - 使用禁止。
- チクロ（サイクラミン酸） - 日本やアメリカを含む多数の国で使用禁止（中国やEU諸国など使用が許されている国もある）。
- 酢酸鉛(II) - 使用禁止。歴史的に砂糖の代替物として用いられていた。鉛中毒の原因物質の一つ。

第二次世界大戦後にズルチン・ペリラルチン（紫蘇糖）・チクロなどの毒性が問題になり、相次いで使用が禁止された。
サッカリン、スクラロース、アスパルテームは腸内細菌叢に影響を与え、体重増加や2型糖尿病の発症リスク上昇の関連が有るとする報告がある。
個人差や慣れによる差があるものの摂取量によっては下痢を生じる事がある。

## 用途
古くは砂糖よりも製造コストが低い甘味料が菓子などに砂糖の代用として使用された｡砂糖の数百倍程度の高甘味度を持つ添加物を使用すると食品の糖類含有量を減らすことができ、カロリーを抑える効果がある。清涼飲料水・菓子・アルコール飲料などに利用されることがある。また、虫歯の原因とならない（あるいは虫歯を予防する働きがあると考えられている）キシリトールなどの糖アルコール類が歯磨き粉やチューインガムに利用される。
別の使い方としては、酵母や乳酸菌に代謝されにくい甘味料（合成甘味料や一部の天然甘味料）を砂糖の代用として使い、味の経時変化を抑えた漬物類などもある。